# إيرين مكدونالد
إيرين مكدونالد (25 نوفمبر 1980 بلور هوت في نيوزيلندا - ) (بالإنجليزية: Erin McDonald)‏ هي لاعبة كريكت نيوزلندية.

## وصلات خارجية
- إيرين مكدونالد على موقع إي آس بي آن كريك إنفو (الإنجليزية)